# 米乐甾酮A
米乐甾酮A（英語：Muristerone A）是一种植物蜕皮素，化学式C27H44O8，可见于短穗假千日紅、细叶千日红、千日紅等千日红属植物以及丁香茄等物种。1972年在丁香茄（Ipomoea muricatum）中分离得到，并确认其结构。